# Carlos Moerdijk
Carlos Moerdijk (Zuiddorpe, 13 maart 1945) is een Nederlands klassiek pianist.

## Biografie
Pianist Carlos Moerdijk geniet bekendheid als begeleider en kamermuziekspeler. Van 1970 tot 2010 was hij verbonden aan het Fontys Conservatorium in Tilburg als correpetitor.
Moerdijk groeide op in Zeeuws-Vlaanderen. In zijn jonge jaren trad hij op als begeleider van zijn zuster: zangeres Marie-Cécile Moerdijk. Incidenteel treedt hij nog op met violiste Emmy Verhey, met wie hij jarenlang een vast duo vormde. Met haar nam hij de Tzigane van Ravel op in de originele bezetting voor viool en piano Luthéal: een piano met mechanische registers die onder andere de klank van de cimbalom nabootsen. Voor de piano Luthéal maakte hij verschillende bewerkingen. 
Emmy Verhey en Carlos Moerdijk maakten verscheidene cd-opnamen, waaronder alle sonates voor viool en piano van Beethoven. De componist Tristan Keuris droeg een werk aan hen op. Met Paul Uyterlinde speelde hij de sonates voor cello en piano van Beethoven. 
In 2012 speelde hij met Emmy Verhey en Paul Uyterlinde de pianotrio's van Beethoven, waarmee hij op 16-jarige leeftijd in aanraking kwam. Hij werd toen gecoacht door Bela Dekany: primarius van het toenmalige Dekany Kwartet.